# Château de Wynendaele
Ne doit pas être confondu avec Château d'Aertrycke.
Le château de Wynendaele (en néerlandais : Kasteel van Wijnendale) est un Wasserburg situé à Wynendaele, sur le territoire de la ville belge de Thourout, dans la province de Flandre-Occidentale, en Région flamande.

## Historique

### Comtes de Flandre (xie-xiiiesiècle)
Selon des chroniques ultérieures, le château d'origine a été fondé par Robert le Frison, comte de Flandre, à la fin du xie siècle. La plus ancienne mention du château dans une source contemporaine, le journal de Galbert de Bruges, date de 1127, et indique que le château servait de base à des opérations militaires.
Dès le milieu du xiie siècle et surtout à la fin du xiiie siècle, Wijnendale devient une résidence régulière des comtes de Flandre. En 1168, le comte Philippe d'Alsace y vient avec son conseiller de cour. En 1187, on trouve la première mention d'un aumônier et donc d'une chapelle. La zone boisée était un excellent terrain de chasse pour la famille du comte et ses invités. Des consultations diplomatiques ont également lieu au château. En 1297, Gui de Dampierre conclut un traité d'alliance au roi d'Angleterre Édouard Ier.

### Comtes de Namur (xivesiècle)

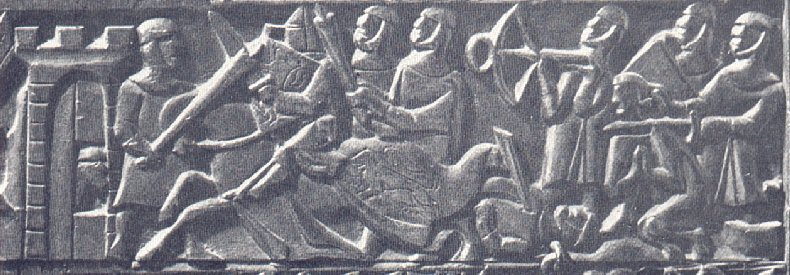
Scène du coffre d'Oxford, représentant peut-être la prise du château de Wijnendale

En 1298, Wijnendale revient par héritage aux comtes de Namur, une branche cadette de la maison Dampierre. Le comte Jean Ier de Namur hérite également de la seigneurie du même nom, ainsi que du château de Wijnendale, formé vingt ans auparavant par son père Gui de Dampierre. Wijnendale subit de lourds sièges en 1302 (bataille des Éperons d'Or) et 1325 (révolte des Karls), mais est reconstruit à chaque fois. Jusqu'en 1366, la famille du comte de Namur réside régulièrement à Wijnendale. C'est probablement ici que Blanche de Namur, fille du comte Jean, a grandi et a rencontré son futur mari, le roi Magnus Eriksson de Suède en 1334.

### Ducs de Bourgogne et ducs de Clèves (xvesiècle)
Après une période d'abandon, le comte Jean III de Namur vend le château et le manoir au duc bourguignon Jean Sans Peur en 1407. Trois ans plus tard, celui-ci le lègue à son tour à son gendre, le comte Adolphe IV de La Marck (duc de Clèves dès 1417), en garantie de la dot de sa fille Marie (qui meurt à l'âge de 25 ans des suites d'une chute de cheval dans les vastes forêts du domaine du château).

### Seigneurs de Ravenstein (xve-xviesiècle)
En 1463, après un héritage au sein de la famille ducale, Wijnendale passe entre les mains d'une branche cadette des ducs de Clèves : les seigneurs de Ravenstein. Adolphe de Clèves-Ravenstein et son fils et successeur Philippe de Clèves transforment le château en un magnifique pavillon de chasse et y reçoivent princes et nobles. Philippe le Beau, le futur monarque des Pays-Bas habsbourgeois, décrit Wijnendale à cette époque comme « la plus belle maison de campagne de Flandre ».
Lors d'une partie de chasse à Wijnendale en 1482, la duchesse Marie de Bourgogne meurt d'une chute de cheval. Après sa mort, une guerre éclate avec son veuf, l'autoritaire archiduc Maximilien d'Autriche. Parce que le seigneur du château Philippe de Clèves s'est rangé du côté des rebelles en 1488, les troupes allemandes détruisent le château et la ferme. Les belles écuries, fierté du parc du château, sont incendiées. Cependant, le seigneur du manoir fait réparer les dégâts et agrandit le château et la cour. Surtout après 1523, alors qu'il a perdu son château d'Enghien (nl), Philippe de Clèves passe beaucoup de temps à Wijnendale et y reçoit ses amis. À sa mort en 1528, un inventaire du château est dressé, qui compte alors trois étages et plus de cinquante pièces, dont de nombreuses chambres d'hôtes.

### Ducs de Clèves (xviesiècle)

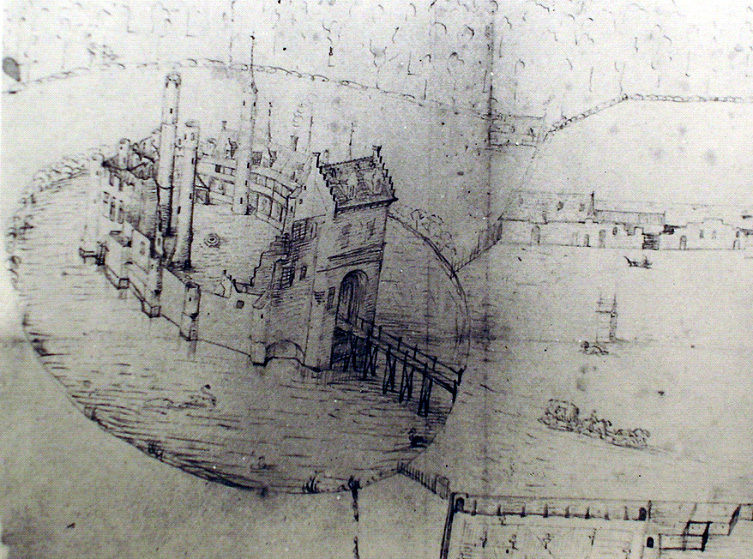
Dessin du château en 1612

Après 1528, Wijnendale retourne à la branche principale des ducs de Clèves. Ils ne résident pas eux-mêmes dans le château, mais ils y séjournent en hôtes de marque. Leurs parents royaux, l'empereur Charles Quint et la régente Marie de Hongrie, séjournent plusieurs fois au château. Dans la seconde moitié du xvie siècle, l'intérêt des ducs de Clèves pour leurs possessions flamandes décline. Les Guerres de Religion et la Révolte contre l'Espagne entraînent la destruction d'une partie du château en 1578, dont le donjon qui s'enflamme. Les images les plus anciennes du château datent de cette période, un détail de la grande carte du Franc de Bruges peinte par Pieter Pourbus de 1568 et un dessin anonyme de 1612, précédemment (peut-être à tort) attribué à Jan Bruegel.

### Ducs de Palatinat-Neubourg (xviie-xviiiesiècle)
En 1609, le faible d'esprit Jean-Guillaume de Clèves meurt sans enfant. Cela conduit à une lutte de succession entre divers princes allemands. Cette guerre de succession de Juliers-Clèves se termine (provisoirement) en 1614 avec le traité de Xanthen, par lequel l'électeur Jean III Sigismond de Brandebourg et le duc Wolfgang-Guillaume de Palatinat-Neubourg se partagent l'héritage : la seigneurie de Wijnendale passe ainsi aux mains du Palatinat-Neubourg.
Cependant, le traité est contesté par un autre prétendant, l'électeur de Saxe, qui avait le soutien de l'empereur romain. En effet, en 1610, l'empereur Rodolphe II procède à l'investiture de Christian II de Saxe comme seigneur de Wijnendale. L'électeur prend effectivement possession du manoir et du château. Cette situation dure jusqu'en 1634, date à laquelle un jugement du Conseil privé de Bruxelles attribue définitivement Wijnendale à Wolfgang-Guillaume de Palatinat-Neubourg.
Les ducs de Palatinat-Neubourg détiennent le château et le manoir de 1634 à 1669 puis de 1690 à 1795. Entre 1669 et 1690, le duc Philippe-Guillaume de Palatinat-Neubourg doit temporairement céder Wijnendale aux princes de Schwarzenberg en garantie du partage définitif de l'héritage Juliers-Clèves, régi par le traité de Clèves (de) (1666).
Lors des nombreux raids du roi Louis XIV en Flandre, Wijnendale est occupé alternativement par les troupes françaises (1668, 1675) et espagnoles (1676, 1689, 1690). En 1690, l'armée française déploie de grands moyens et fait sauter une partie du château. Entre autres, le pont, la chapelle et la prison sont détruits. En 1699-1700, le duc Jean-Guillaume de Palatinat-Neubourg fait déblayer les décombres et reconstruire le château. À cette occasion, un nouveau pont d'accès en brique est construit.
Le 28 septembre 1708, pendant la guerre de Succession d'Espagne, une rencontre militaire entre les troupes françaises et alliées (dirigées par le général anglais John Richmond Webb (en)) a lieu à Wijnendale. La bataille de Wijnendale coûte la vie à 4 000 hommes français et espagnols. Du côté allié, 900 sont tués et blessés. Le château lui-même subit relativement peu de dommages.

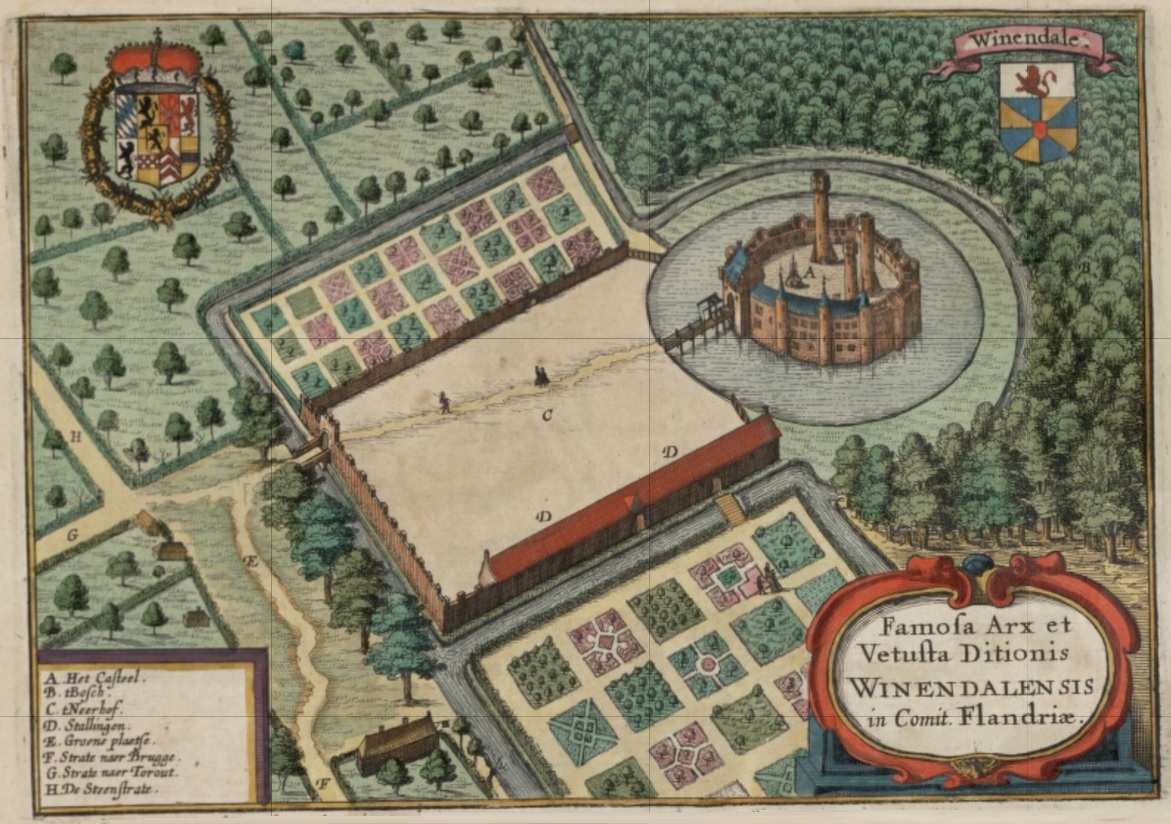
Le château de Wijnendale dans la première moitié du XVIIe siècle, dans l'ouvrage Flandria illustrata (1641)

Au cours des xviie et xviiie siècles, le château a servi de résidence au gouverneur de la seigneurie de Wijnendale, souvent un noble. Les propriétaires eux-mêmes, les ducs de Palatinat-Neubourg, sont restés dans leurs châteaux allemands et ont exploité le manoir comme immeuble de rapport. Surtout l'exploitation forestière dans les forêts autour du château leur rapportait beaucoup d'argent, en moyenne la moitié de tous les revenus de la seigneurie. Les emphytéoses (terres, moulins) et les droits de seigneurie (droits de pêche, droits de péage) rapportaient également de l'argent. Le manoir (centre administratif et juridique) de la seigneurie était situé à Torhout, qui appartenait également au seigneur de Wijnendale. Dès le milieu du xviiie siècle, le seigneur de l'époque, le duc Charles-Théodore de Bavière, prend l'initiative de construire un réseau de routes goudronnées en Flandre occidentale pour favoriser les transports et le commerce, dont bénéficie Wijnendale-Torhout.

### Périodes française et néerlandaise
En 1792, les troupes révolutionnaires françaises envahissent les Pays-Bas autrichiens et mettent fin à l'ordre juridique féodal de l'Ancien régime. Le seigneur de Wijnendale, Charles-Théodore, fait charger les meubles et les archives sur des charrettes et les transporter dans ses résidences allemandes de Düsseldorf, Mannheim et Munich. Le manoir et le château sont saisis par l'État français qui l'administre comme un bien national. Selon des sources non confirmées, le château est alors exploité par le forestier de Wijnendale à cette époque comme une auberge avec l'enseigne Au Château de Wynendale. En 1811, les troupes de l'empereur Napoléon Bonaparte ont complètement détruit le château, ne laissant que des ruines.
En 1825, pendant la période du royaume uni des Pays-Bas, le parc du château est vendu publiquement au groupe industriel wallon Lefebvre-Dehults, qui fait défricher la forêt de Wijnendale. La faillite de son financier, le banquier Isidore Warocqué, force la vente de Wijnendale.

### Famille Matthieu (de Wynendaele) (xixe-xxiesiècle)

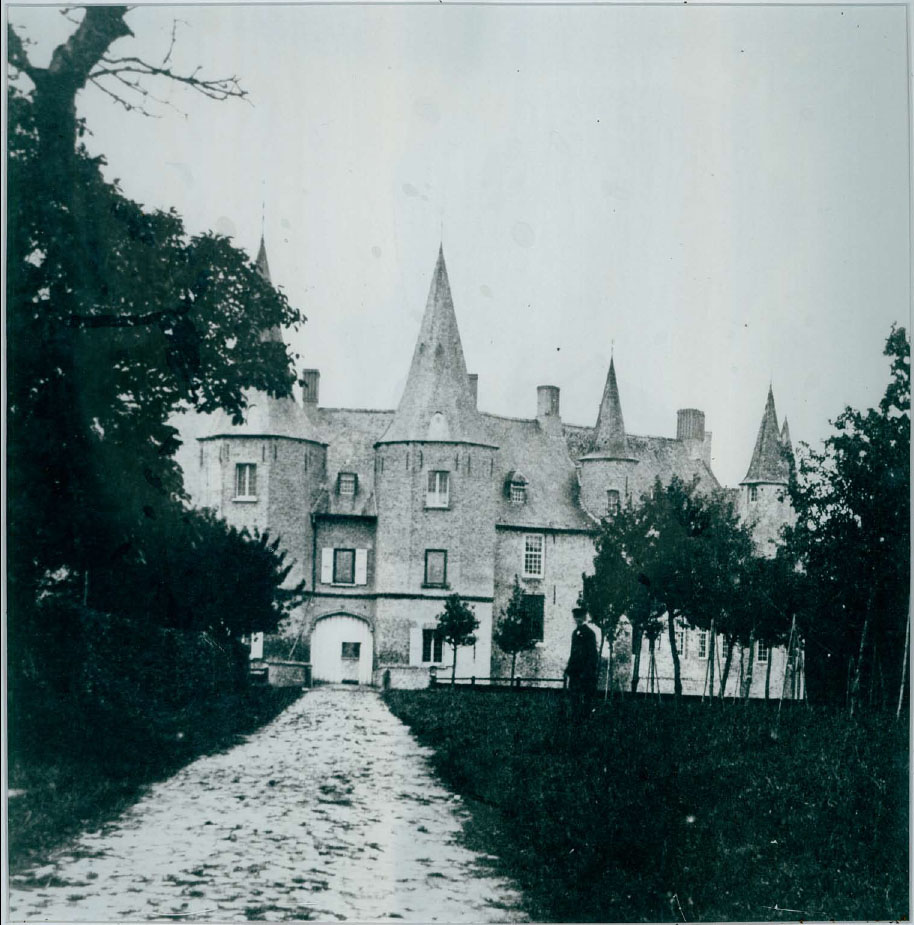
Photo du château prise entre 1852 et 1877

En 1833, le domaine du château est racheté par le banquier et assureur bruxellois Josse-Pierre Matthieu, cofondateur de la Société Générale (SG) et trésorier de la Banque de la SG. Entre 1837 et 1852, il fait entièrement reconstruire le château en intégrant la partie conservée de l'aile droite de la fin du Moyen Âge.
En 1877, son fils Joseph Louis Matthieu charge l'architecte bruxellois Félix Laureys de transformer le château en un château à douves romantique d'aspect médiéval qui existe encore aujourd'hui. La guérite, construite quelques décennies auparavant, a été démolie et reconstruite. Cela lui a donné une apparence militariste. La nouvelle allée a été construite dans le prolongement de la route goudronnée vers Torhout. Deux hautes tours s'élevaient de chaque côté du château. Son design du xixe siècle a peut-être été inspiré par les tours d'escalier représentées dans l'estampe de Sanderus, qui sont plus élancées.
Le 25 mai 1940, après l'invasion de la Belgique par l'Allemagne nazie, a eu lieu à Wynendaele la dernière et dramatique conversation entre le roi Léopold III de Belgique et quatre membres de son gouvernement (le Premier ministre Hubert Pierlot, le ministre des Affaires étrangères Paul-Henri Spaak, le ministre des Intérieur Arthur Vanderpoorten et le ministre de la Défense nationale, le général Denis). Bien que la capitulation soit imminente, le roi refuse de fuir à l'étranger avec ses ministres pour y poursuivre le combat. En tant que commandant en chef de l'armée, il veut rester avec ses troupes et être fait prisonnier. Après la guerre, ce conflit a conduit à la Question royale.
La famille Matthieu (depuis 1953 Matthieu de Wynendaele) est toujours propriétaire du château aujourd'hui et  habite une celui-ci. Après que le bois de Wynendaele (nl) a été protégé en tant que paysage en 1980, le château a été protégé en tant que monument en 1982 et les environs en tant que paysage villageois protégé (nl).

## Musée
En 1983, en collaboration avec la mairie de Torhout, Jean-Jacques Matthieu de Wynendaele, décédé en 2021, ouvre partiellement le domaine et le château comme musée aux visiteurs. Le parc du château abrite notamment une glacière et des serres du xixe siècle, intégrées au circuit muséal, ainsi que la chapelle Notre-Dame de Wijnendale (nl).
Le musée n'est plus ouvert aux visiteurs depuis le 29 septembre 2021.

## Lieu de tournage
Plusieurs séquences ont été tournées au château dans le cadre d'un documentaire consacré à Élisabeth en Bavière, intitulé Élisabeth, la drôle de Reine de Belgique, diffusé dans le cadre de l'émission Secrets d'Histoire.

## Galerie

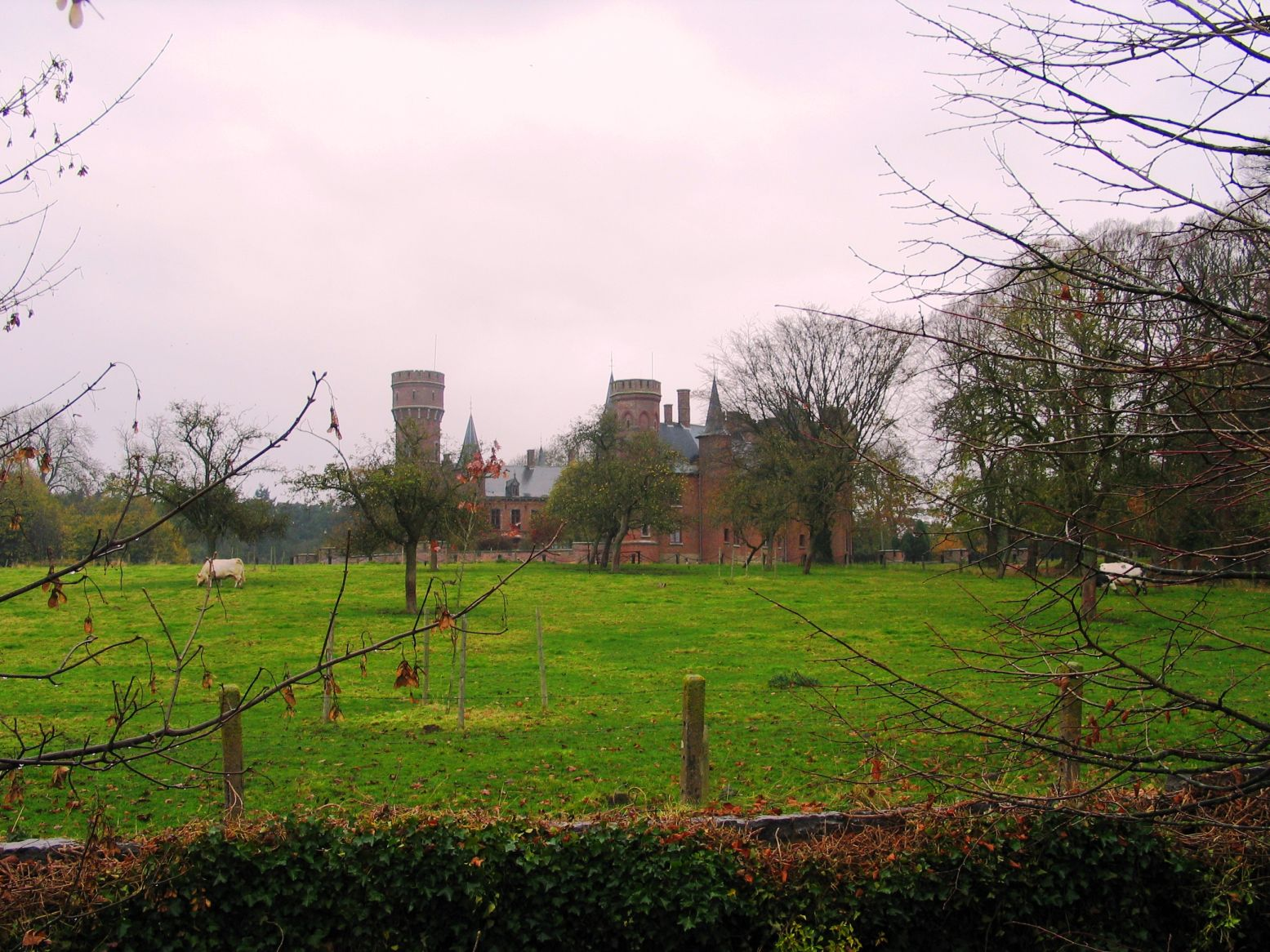
Le château de Wijnendale en novembre 2004
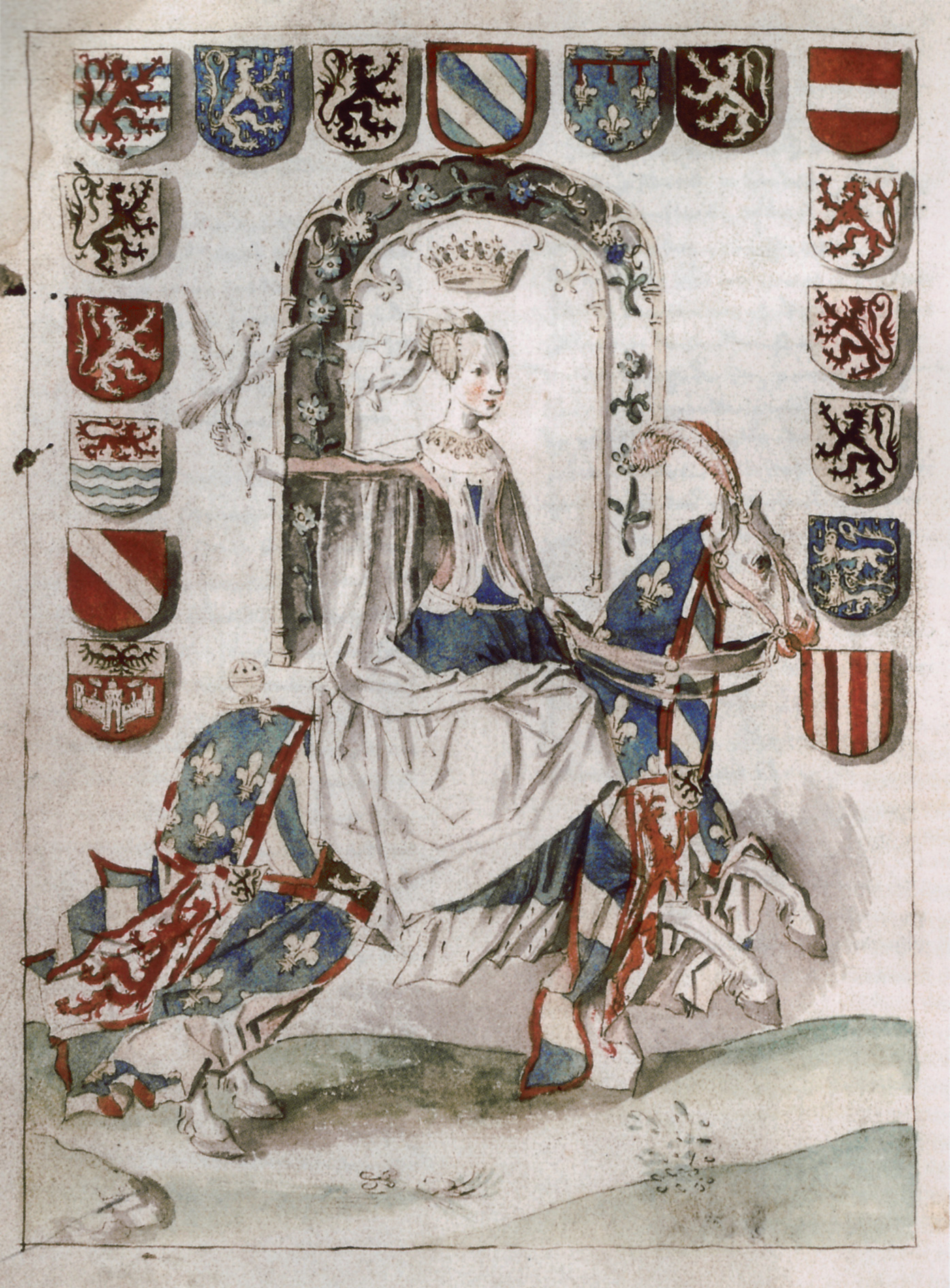
Marie de Bourgogne, victime d'une chute de cheval à Wijnendale
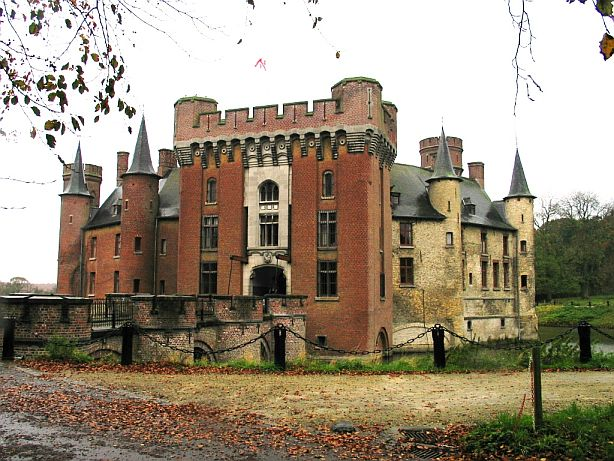
Le château de Wijnendale en novembre 2004
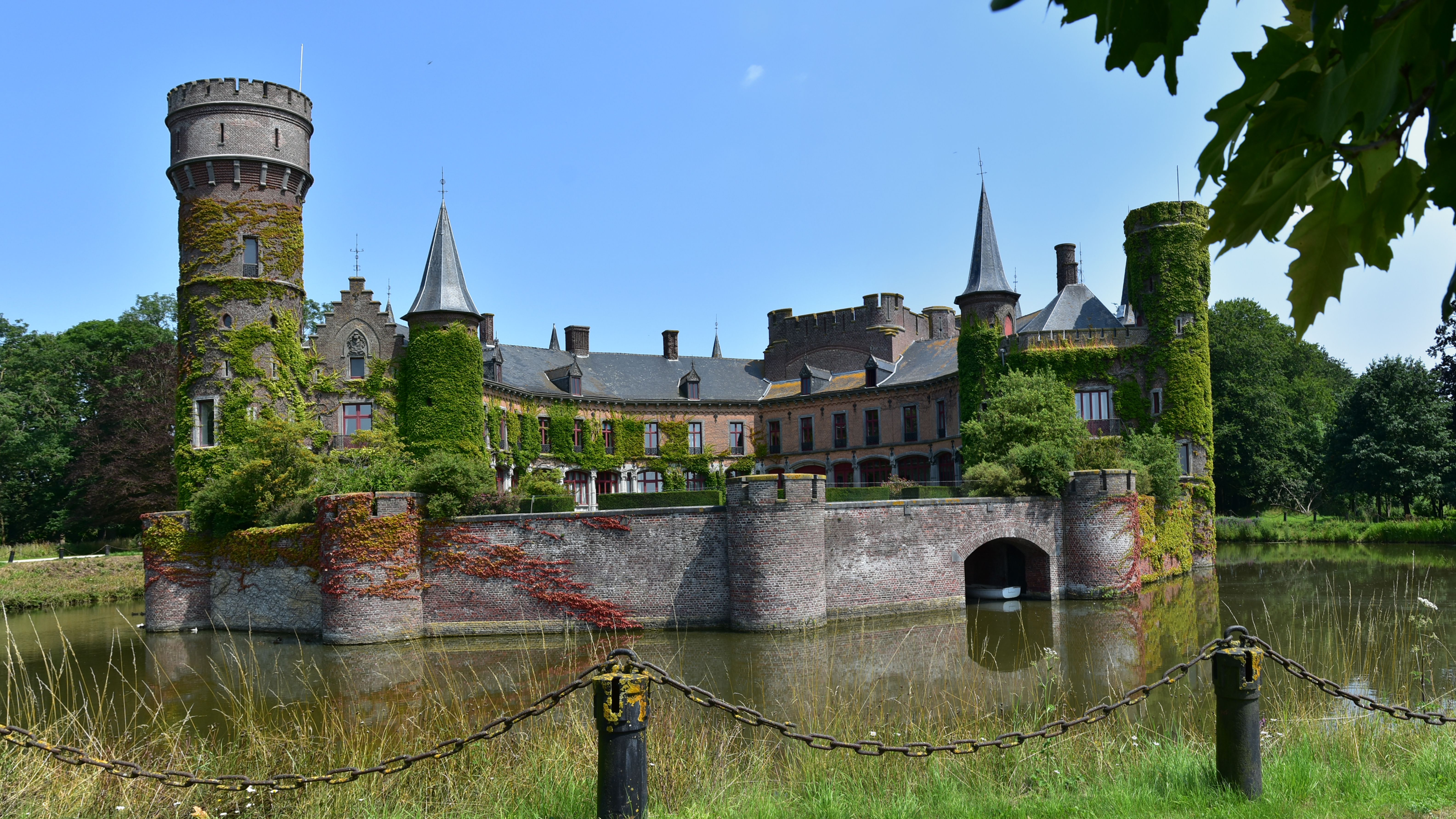
Le château de Wijnendale en juillet 2021
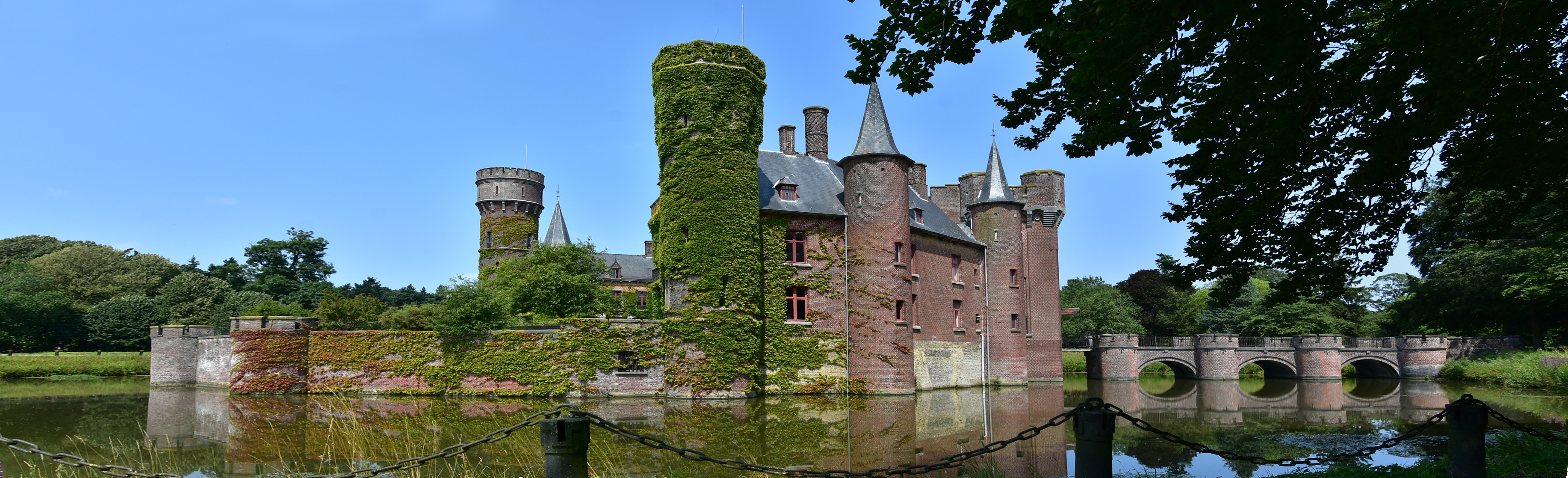
Le château de Wijnendale en juillet 2021
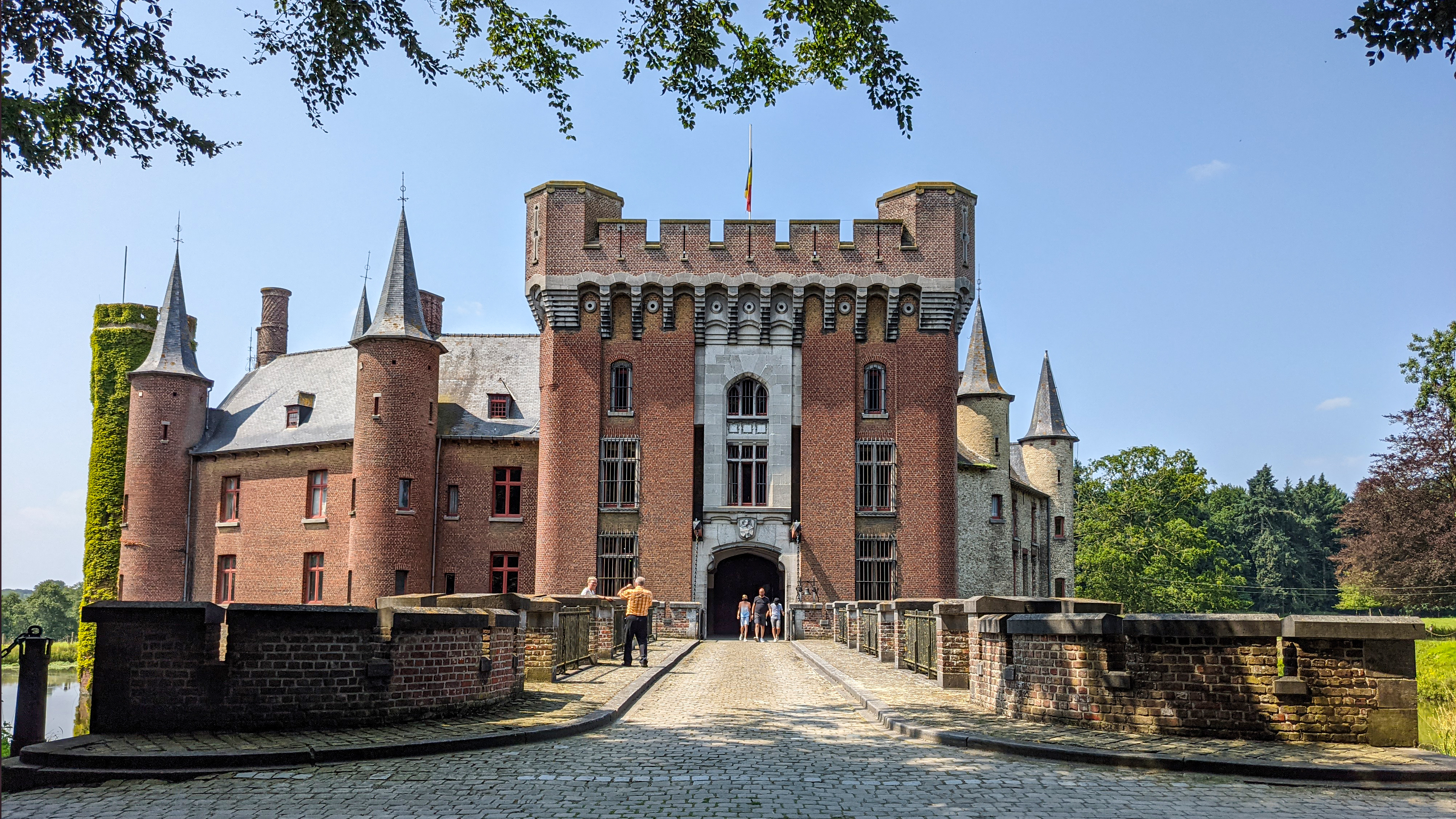
Le château de Wijnendale en juillet 2021
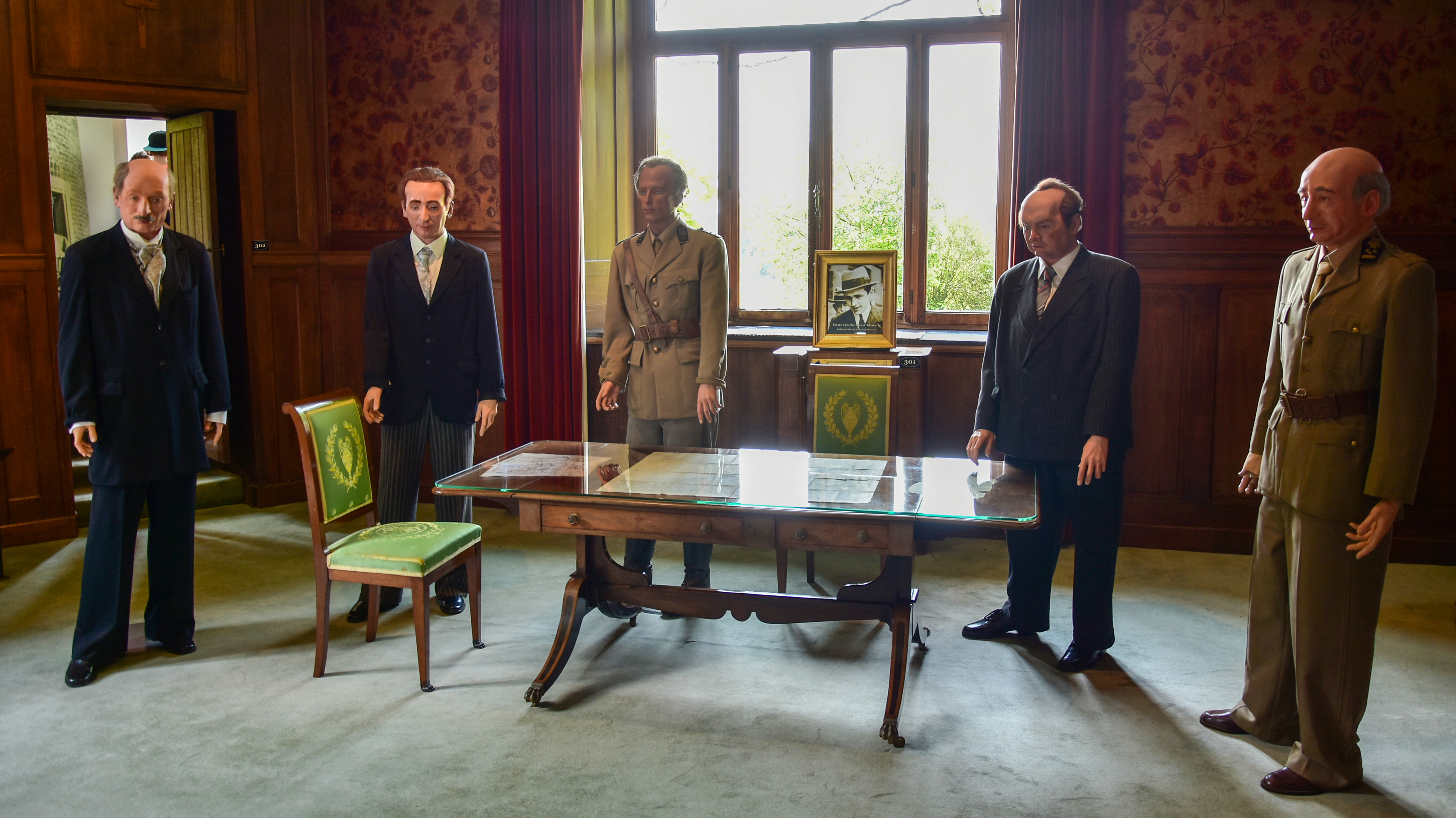
Le drame de Wijnendale

## Sources
- (nl) Guy Dupont et Hilde Lobelle-Caluwe, Kasteel Wijnendale : Historische en kunsthistorische informatie ten behoeve van de gidsen, Gand, 2006
- (nl) Michiel Mestdagh, Torhout : De geschiedenis van een stad, Torhout, De Beer, 2000